# علي ضياء
علي ضياء الدليمي (ولد في 14 يوليو 2002 في المنامة، البحرين) لاعب كرة قدم بحريني يجيد اللعب في مركز الظهير الأيسر. يلعب حاليا لصالح عالي البحريني منذ 2023.